# عبد الحميد براهيمي
عبد الحميد براهيمي (2 أبريل 1936 ميلة- 15 أغسطس 2021 مدينة الجزائر) سياسي جزائري ورئيس حكومة سابق. تقلد منصب رئيس الحكومة الجزائرية من 22 يناير 1984 خلفا لمحمد بن أحمد عبد الغني إلى 11 نوفمبر 1988 أي في فترة حكم الشاذلي بن جديد. خلفه قاصدي مرباح بعد انتفاضة 5 أكتوبر.

## الوفاة
توفي في 15 أغسطس 2021 في المستشفى المركزي للجيش بعين النعجة.

## من مؤلفاته
- - كتاب في أصل الأزمة الجزائرية: 1958 - 1999، صدر عن مركز دراسات الوحدة العربية.
- - كتاب المغرب العربي في مفترق الطرق في ظل التحولات العالمية،صدر عن مركز دراسات الوحدة العربية، بيروت، 1996

## روابط خارجية
- عبد الحميد براهيمي على موقع مونزينجر (الألمانية)
- -عبد الحميد براهيمي في حوار مع صوت الجزائر
- -في أصل الازمة الجزائرية
- -الصراع الحضاري بين الإسلاميين والتغريبيين أساس أزمة الجزائر